# Lise Overgaard Munk
Lise Overgaard Munk (født 26. maj 1989 i Frederikshavn, Danmark) er en dansk tidligere håndboldspiller og floorballspiller, og nuværende fodboldspiller, angriber, der spiller for 1.FFC Frankfurt i den tyske Frauen-Bundesliga. Hun har tidligere spillet for Bundesliga-holdet for 1. FC Köln og for de danske hold Fortuna Hjørring og Brøndby IF i Elitedivisionen. Hun er også en del af Danmarks kvindefodboldlandshold.

## Floorball
Lise Munk har tidligere spillet på landsholdet i floorball, og blev i 2005 kåret som årets spiller i Floorballligaen.